# Jean-Noël Pancrazi
Jean-Noël Pancrazi (Sétif, 28 aprile 1949) è uno scrittore francese.

## Biografia

### Gioventù
Jean-Noël Pancrazi trascorre i primi dieci anni di vita in Algeria, con i suoi genitori e la sorella; gli anni dell'infanzia durante la guerra d'Algeria avranno una notevole ripercussione sulla sua opera,.
Arrivò in Francia nel 1962 e compie i suoi studi secondari a Perpignano, città di origine della madre. Giunto a Parigi, frequentò inizialmente il famoso liceo Louis-le-Grand, poi seguì dei corsi di letteratura presso la Sorbona. Nel 1972 è professore aggregato di lettere moderne. La sua prima opera, pubblicata l'anno dopo, è un saggio su Mallarmé. Negli anni '70 è docente di francese in un liceo di Massy.

### Carriera letteraria

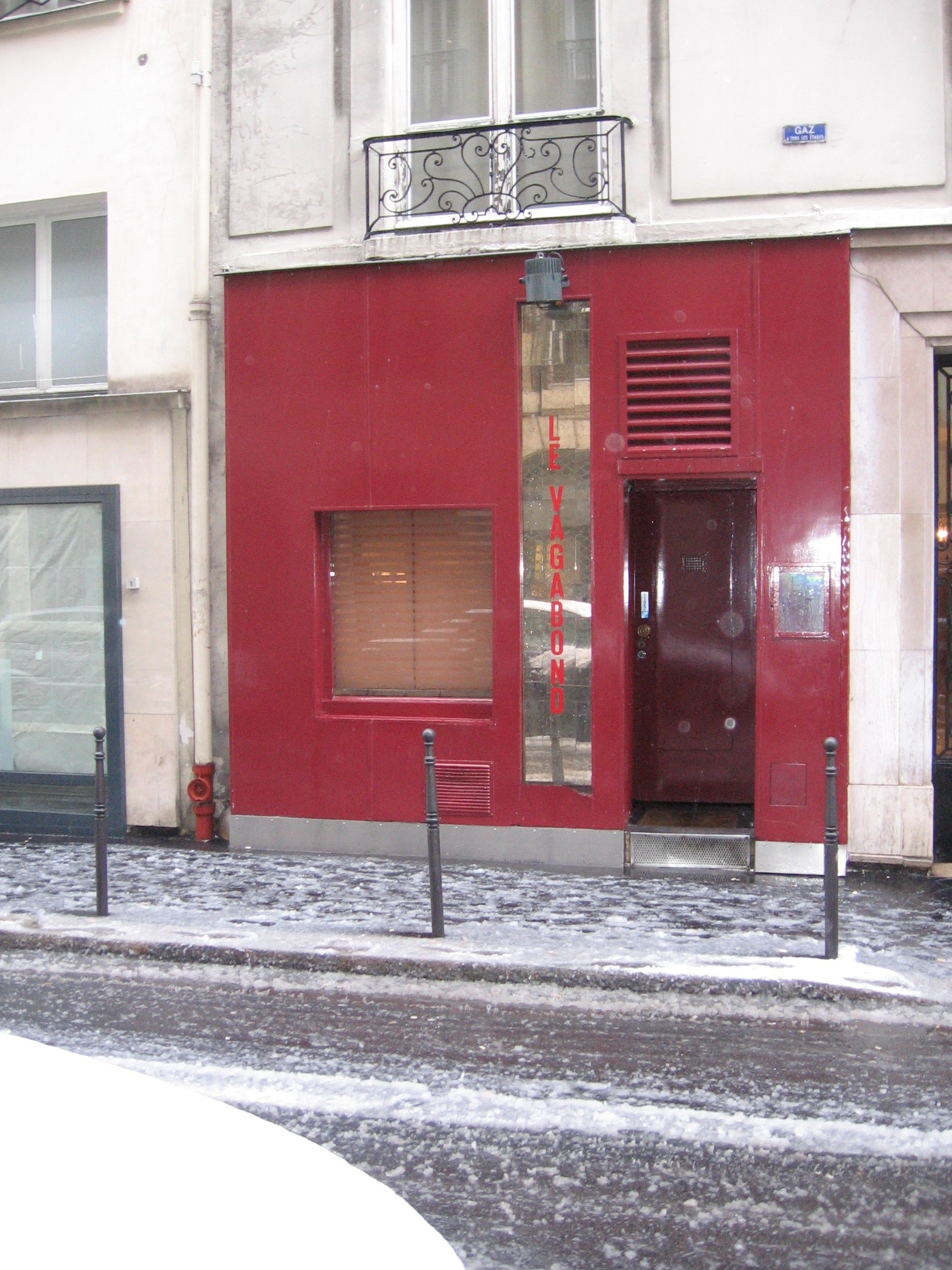
Le Vagabond, bar gay della rue Thérèse à Paris.

Il suo primo romanzo, La Mémoire brûlée, viene pubblicato nel 1979 presso le edizioni Seuil. Seguiranno Lalibela ou la mort nomade (1981), L'Heure des adieux (1985) e Le Passage des princes (1988). L'opera successiva, Les Quartiers d'hiver, viene pubblicata nel 1990 da Gallimard: la storia è ambientata al « Vagabond », bar gay di Parigi, durante i primi anni dell'AIDS. Il romanzo ottiene il premio Médicis. Pancrazi continua la sua esplorazione del mondo notturno con Le Silence des passions (1994), insignito del premio Valery-Larbaud. 
Ritorna sulla sua infanzia algerina, a Batna, nel momento in cui il paese precipita nella guerra, con Madame Arnoul (1995): la storia narra l'amicizia fra un ragazzino e una vicina alsaziana – che il narratore ritiene come la seconda madre – che viene considerata “dalla parte degli arabi” per aver difeso una ragazzina algerina dagli assalti di un militare francese e che per questo sarà « punita ». Il libro riceve ben tre premi: il prix du Livre Inter, il premio Maurice-Genevoix e il premio Albert-Camus. Lo scrittore rende omaggio al padre, che ha finito i suoi giorni in Corsica, in Long séjour (1998, prix Jean Freustié), poi alla madre in Renée Camps (2001). Questi tre libri compongono una vera e propria « trilogia della memoria familiare ».
In Tout est passé si vite (2003, Gran premio del romanzo dell'Académie française), fa il ritratto di un'amica, scrittrice e editrice, che si ammala di cancro.
I suoi soggiorni ad Haiti e in Repubblica Dominicana gli ispirano due romanzi: Les Dollars des sables (2006), e Montecristi (2009), in cui denuncia uno scandalo ecologico.
In La Montagne (2012), Jean-Noël Pancrazi affronta un ricordo che a lungo ha tenuto segreto: la morte di sei giovani compagni assassinati in montagna durante la guerra d'Algeria. Il testo è stato insignito dei premi Méditerranée, Marcel-Pagnol et François-Mauriac.
In Indétectable, romanzo pubblicato nel 2014 (Gallimard), racconta la vita di Mady, originario del Mali, da dieci anni clandestino a Parigi. 
Jean-Noël Pancrazi è anche autore di Corse (2000), con Raymond Depardon.
Ha ricevuto il Gran Premio della Société des gens de lettres (SGDL) per l'insieme della sua opera. 
Dal 1999, è membro della giuria del premio Renaudot.
Nel 2013 viene realizzato un documentario su Jean-Noël Pancrazi, Territoires Intimes (film realizzato da Renaud Donche, France 3 - Corsica, settembre 2013).
Jean-Noël Pancrazi è cavaliere dell'Ordre du Mérite et cavaliere della Legion d'Onore.

## Opere
- Mallarmé, saggio, Hatier, 1973
- La Mémoire brûlée, romanzo, Le Seuil, 1979
- Lalibela ou la mort nomade, romanzo, Ramsay, 1981
- L'Heure des adieux, romanzo, Le Seuil, 1985
- Le Passage des princes, romanzo, Ramsay, 1988
- Les Quartiers d'hiver, romanzo, Gallimard, 1990, Premio Médicis
- Le Silence des passions, romanzo, Gallimard, 1994, Premio Valery-Larbaud
- Madame Arnoul, racconto, Gallimard, 1995, Premio Maurice-Genevoix, Premio Albert-Camus, Prix du Livre Inter
- Long séjour, racconto, Gallimard, 1998, Jean-Freustié 1998[15].
- Corse (Le Seuil, 2000) in collaborazione col fotografo Raymond Depardon : testo incentrato sulla Corsica e sulla figura del padre (dopo Long séjour).
- Renée Camps, racconto, Gallimard, 2001
- Tout est passé si vite, romanzo, Gallimard, 2003, Grand Prix du roman de l'Académie française
- Les Dollars des sables, romanzo, Gallimard, 2006, adattato per il cinema (2015) da Laura Amelia Guzmán e Israel Cárdenas, con l'attrice americana Géraldine Chaplin
- Montecristi, romanzo, Gallimard, 2009
- La Montagne, racconto, Gallimard, 2012, Premio Marcel-Pagnol, Premio Mediterraneo[16], Prix François Mauriac
- Indétectable, romanzo, Gallimard, 2014

## Riconoscimenti
- Premio Valery-Larbaud per Le Silence des passions, romanzo, Parigi, Gallimard, 1994
- Premio du Livre Inter, Premio Maurice-Genevoix, e Premio Albert-Camus per Madame Arnoul, romanzo, Parigi, Gallimard, 1995
- Premio Jean-Freustié per Long séjour, racconto, Parigi, Gallimard, 1998
- Grand Prix du roman de l'Académie française per Tout est passé si vite, romanzo, Parigi, Gallimard, 2003
- Premio Mediterraneo, Premio François Mauriac per La Montagne, racconto, Parigi, Gallimard, 2012
- Gran Premio della Société des Gens de Lettres per l'insieme della sua opera, Parigi, 2009
- Cavaliere dell'Ordre national du Mérite, France, 2006
- Cavaliere della Legione d'onore, France, 2013
- Membro della giuria del Premio Renaudot dal 1999